# (8945) Cavaradossi
(8945) Cavaradossi est un astéroïde de la ceinture principale.

## Description
(8945) Cavaradossi est un astéroïde de la ceinture principale. Il fut découvert le 1er février 1997 à Prescott par Paul G. Comba. Il présente une orbite caractérisée par un demi-grand axe de 3,09 UA, une excentricité de 0,09 et une inclinaison de 11,9° par rapport à l'écliptique.
Il a été ainsi baptisé en référence à Mario Cavaradossi, personnage de l'opéra Tosca de Giacomo Puccini.

## Compléments